# Parly
 Parly  es una comuna y población de Francia, en la región de Borgoña, departamento de Yonne, en el distrito de Auxerre y cantón de Toucy.
Su población en el censo de 1999 era de 694 habitantes.
Está integrada en la Communauté de communes du Toucycois .

## Demografía
| 938 | 988 | 944 | 1 028 | 1 215 | 1 220 | 1 176 | 1 204 | 1 071 | 1 061 | 1 027 | 1 029 | 1 052 | 1 083 | 1 034 | 1 005 | 995 | 980 | 891 | 823 | 783 | 822 | 742 | 693 | 680 | 585 | 547 | 516 | 492 | 541 | 659 | 694 |
| Para los censos de 1962 a 1999 la población legal corresponde a la población sin duplicidades (Fuente: INSEE [Consultar]) |     |     |       |       |       |       |       |       |       |       |       |       |       |       |       |     |     |     |     |     |     |     |     |     |     |     |     |     |     |     |     |